# 배달 증명

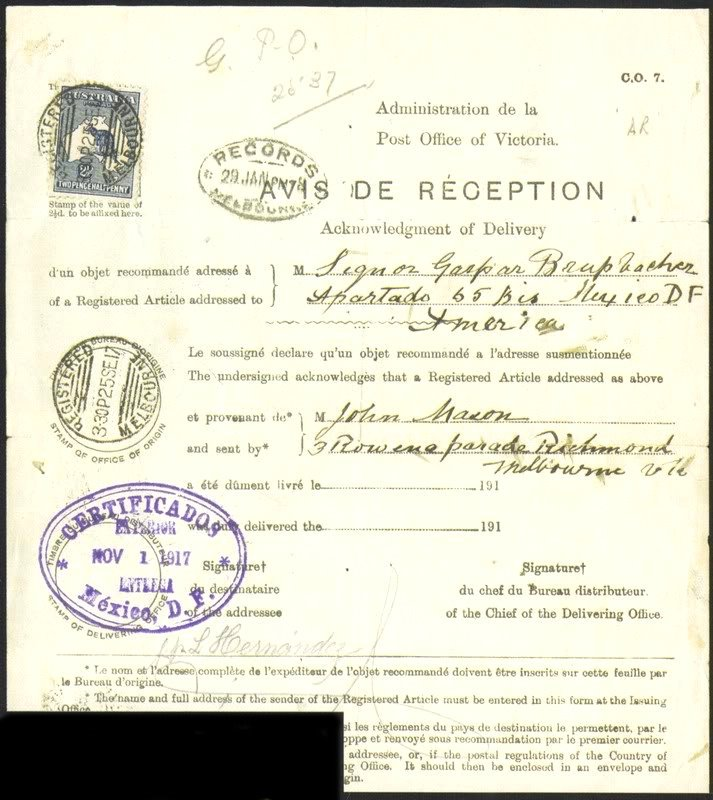
멕시코로 배달된 멜버른의 등기 편지에 대한 1917년 국제 우편 배달 증명(Avis de réception) 양식

배달증명(Proof of delivery, POD)은 받는 사람이 보낸사람이 보낸 내용을 받았다고 알려줄때 쓰는 것이다. 배달 증명은 운송인이 수취인 또는 수취인의 확인을 통해 화물 운송 계약 조건을 충족했음을 입증하는 문서이다. 보낸 사람이 여러 문서를 메일로 보낼 때 일부 문서가 원하는 수신자에게 도착하지 않을 가능성이 있다. 일반적으로 우체국은 수령 통지/확인(avis de réception)으로 알려진 배달 보장의 추가 서비스를 제공한다. 여기서 수취인은 서류에 서명해야 하며 해당 서류는 지정된 기간 동안 우편 서비스에 의해 접수된다.
두 당사자 간에 법률 및 금융 문서를 교환할 때 배송 증명이 매우 중요하다. 미국에서는 DHL, UPS (기업), 페덱스와 미국 우편 서비스(USPS)가 배송 증명을 제공한다. 상업용 차량 운영자는 또한 고객에게 상품이 배송되었다는 증거를 확인할 수 있어야 한다.
전자 상거래에서 기업은 이메일, FTP, EDI와 같은 컴퓨터 간 통신 기술을 사용하여 배송 정보를 추적하기 위해 수백만 개의 전자 문서를 교환한다. 이러한 문서에는 구매 주문서, 송장, 배송 세부 정보, 제품 사양, 가격 견적 등 다양한 거래 세부 정보가 포함되어 있다. ePOD(전자 전달 증명)는 이전에 전송된 메시지에 대한 수정은 물론 새로운 데이터를 교환할 수 있다.
수령인 회사가 수정된 제품 사양이나 배송 지연에 대한 메시지 수신을 거부하는 경우 법적 문제가 발생할 수 있다. 두 회사 모두 서로 강한 의견 불일치를 보일 수 있으며, 각 회사는 특정 통신의 존재를 증명하거나 증명하지 않을 수 있다.
MOM(메시지 지향 미들웨어)은 컴퓨터 기반 비즈니스 문서 교환을 구현하는 데 사용되는 소프트웨어 클래스이다. 이러한 시스템은 각 보내기/받기 활동을 기록하는 등의 기술을 사용하여 배달 증명 서비스를 제공한다.
기업은 또한 정보 교환을 위해 중간 데이터 브로커를 고용한다. 이러한 서비스를 사용하면 배달 증명뿐만 아니라 데이터 무결성, 다중 지점 배달 및 데이터 교환을 위한 단일 연락 창구와 같은 기타 서비스도 제공된다.